# Capilla de Nuestra Señora de los Dolores (Querétaro)
La Capilla de Nuestra Señora de Los Dolores es un templo de culto católico, dedicado a la Virgen María bajo la advocación de la Virgen de las Angustias o de los Dolores, ubicado en la parte sur centro de la ciudad de Santiago de Querétaro. Se encuentra al norte con la Avenida de Constituyentes; al sur: con la Autopista México; en la calle Sierra del Soconusco, esquina Sierra de Las Vírgenes n.º 103, dentro de la colonia Villas del Sol, atrás del Auditorio Josefa Ortíz de Domínguez, y pertenece a la Diócesis de Querétaro.

## Reseña histórica
A partir de los años setenta la ciudad de Santiago de Querétaro sufre una gran transformación, y adquiere una nueva y moderna dimensión, se crean nuevos fraccionamientos.
Debido al rápido crecimiento de la población en esta zona de la ciudad, en septiembre de 1986, el obispo Alfonso Toriz Cobián, envió al Padre Juan Manuel Pérez Romero a encabezar los trabajos para el nacimiento de una nueva parroquia.
Con el fin de integrar las acciones pastorales que se realizaban en las diferentes colonias, dio como resultado la sectorización de la Parroquia Del Misterio De Pentecostés. Estaba formada por ocho sectores hasta el 1 de noviembre de 2003, cuando el sector número 8°, Jesús de Nazaret, de la Colonia Colinas del Cimatario es desmembrada para ser erigida en parroquia. Actualmente quedan siete sectores:
- Sector 1: "Capilla De San Felipe De Jesús" Colonia: (Arquitos)
- Sector 2: "Capilla De Sagrado Corazón De Jesús" Colonia: (Quintas del Marqués)
- Sector 3: "Capilla De La Inmaculada Niña" Colonia: (El Marqués)
- Sector 4: "San José" (Colonia Las Palmas)
- Sector 5: "San Juan Bosco" Colonias: (Panorámico, Panamericano, Villas de San Joaquín)
- Sector 6: "Capilla de Nuestra Señora de los Dolores" Colonia: (Villas del Sol)
- Sector 7: "Capilla Del Señor De La Misericordia" Colonias: (El Laurel, Mercurio, Andalucía)

En el año de 1990, se inicia la construcción del templo; el entusiasmo del Padre Juan Manuel Pérez Romero se proyecta en las personas y las motiva para convertirse en "piedras vivas" y construir un edificio espiritual, haciendo oración por la construcción del inmueble que será la Capilla de Nuestra Señora de Los Dolores.
El padre Juan Manuel Pérez Romero y el matrimonio Ortiz Vega, promovieron la compra del terreno en la calle de Sierra de las Vírgenes y Sierra de Soconusco, para empezar la construcción de la Capilla de Nuestra Señora de los Dolores.
El Padre Juan Manuel Pérez Romero donó la imagen de la Virgen de los Dolores, la cual es réplica de la imagen original que se encuentra en la Basílica de Nuestra Señora de los Dolores de Soriano, en Soriano, Colón, dentro del Estado de Querétaro.
El sector siempre ha contado con los miembros de las pequeñas comunidades y ministerios, para la edificación de la espiritualidad del sector y la construcción material, con la guía de sus pastores.

## Imagen

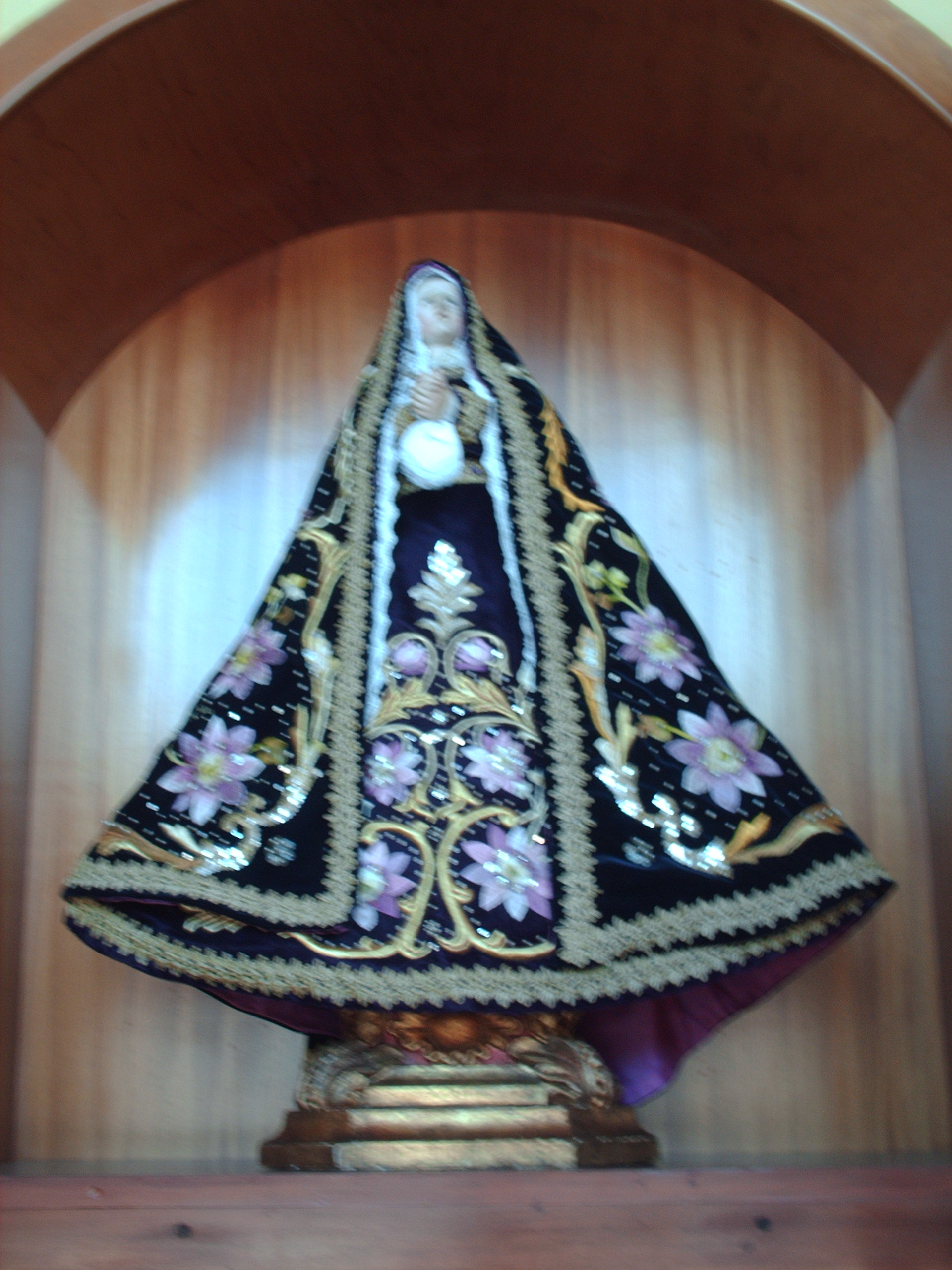
Imagen venerada de la Virgen de los Dolores de la capilla en la ciudad de Querétaro.

La Virgen de los Dolores frecuentemente aparece representada en el momento de La Piedad con su hijo Jesús muerto sobre su regazo, tras el descendimiento, y otras veces con expresión de desconsuelo al pie de la Cruz, sosteniendo sedente la corona de espinas de su Hijo.
En ocasiones, se la representa con siete espadas que le traspasan el corazón.
La imagen es venerada especialmente durante la Semana Santa, esta gran devoción a La Dolorosa fue llevada a Hispanoamérica, por la orden de los franciscanos y los dominicos. La Virgen de los Dolores es una advocación de la Virgen María. También es conocida como Virgen de la Amargura, Virgen de la Piedad, Virgen de las Angustias, Virgen de la Caridad, Virgen de la Soledad o La Dolorosa.
La venerada imagen de Nuestra Señora de los Dolores de Villas del Sol está tallada en madera. El año y autor se desconocen, y fue traída del Santuario de Nuestra Señora de los Dolores de Soriano en el municipio de Colón a la ciudad de Querétaro por el Padre Juan Manuel Pérez Romero en el año de 1995. Siendo esta réplica y una de las imágenes peregrinas de la imagen original.
Las dimensiones de la imagen son de 66 centímetros de altura, la parte inferior del cuerpo de la virgen es de 47 centímetros, teniendo una complexión triangular, la cabeza es de 7 cm de diámetro. Toda la imagen reposa en una peana tallada en madera dorada.
Su vestido fue confeccionado en 1996 en el municipio de Colón, por manos artesanas de la cabecera de Soriano, de donde fue traída. Es de tela de terciopelo fino, con encajes de pedrería y bordados orgánicos de hilo de oro y bordados en flores pasionistas que representan la pasión de Cristo en colores lila y morados.

## Fiestas
- El 15 de septiembre

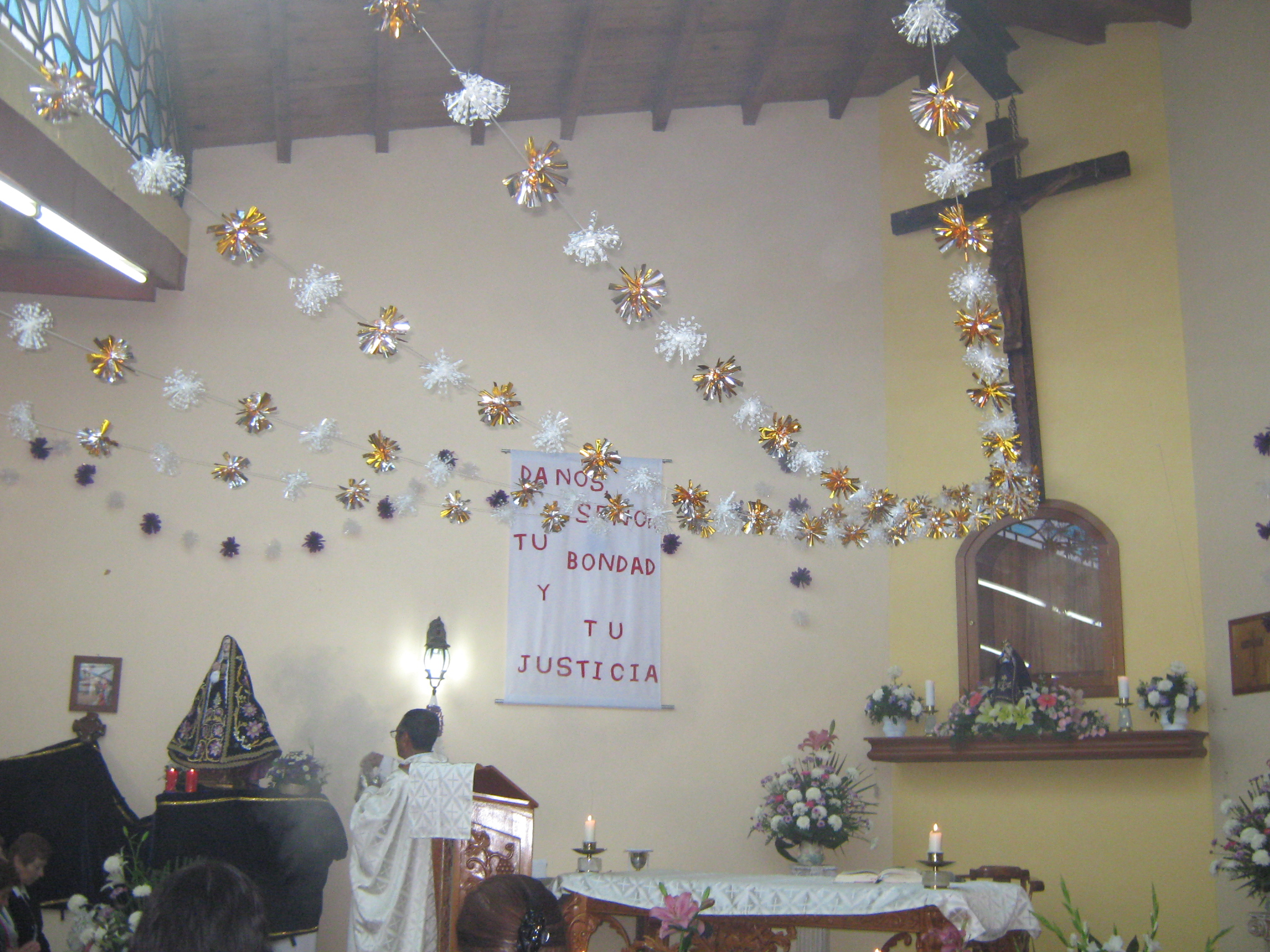
Celebración en su fiesta patronal, en la parte izquierda la imagen venerada y debajo del nicho está la imagen peregrina.

Es la fiesta central en honor a la Virgen de los Dolores. Por la cual se hace un novenario del 6 al 15 de septiembre. Anteriormente se hacía el "septenario" (los siete dolores de la virgen de los dolores") del 8 al 15 de septiembre. El tradicional novenario se reza en la capilla, se celebra la misa y al finalizar se lleva a la imagen peregrina a las casas y se venera ahí un día y se devuelve al día siguiente para que visite otra casa.
También dentro del novenario se lleva a cabo una kermes para recaudar fondos para los gastos de la fiesta así como para los gastos anuales de la capilla. La gente convive y se venden antojitos mexicanos, hay juegos y música.
Además hay eventos con los que se culmina la fiesta, como juegos pirotécnicos. La estudiantina de la Universidad Autónoma de Querétaro canta "las mañanitas" a la Virgen y amenizan la fiesta junto con danzantes, rondallas y grupos musicales de la localidad.
- El Viernes de Dolores es la fiesta antes del Domingo de Ramos.

## Altar de Viernes de Dolores
La tradición del Altar del Viernes de Dolores data del siglo XVI, sin embargo, no fue sino hasta el siglo XVIII cuando aparecieron crónicas y relatos con alusiones concretas a la celebración. Es entonces cuando se sacó de la iglesia el culto a la Dolorosa y se hizo extensivo a los hogares mexicanos. La instalación del ALTAR de DOLORES se efectuaba ocho días antes del Viernes Santo, con la intención de consolar a la Santísima Virgen, ya que ocho días después, ella iba a estar acongojada por la muerte de su Hijo.
Todos los elementos colocados en el Altar tienen un mensaje específico:
•	La Virgen Dolorosa se suele representar con una espada o un pequeño puñal (o siete pequeños puñales), símbolo de su aflicción, clavado en el corazón.
•	El trigo germinado, hecho crecer con las lágrimas de sus ojos, alude a su fecundidad como Corredentora de la Humanidad, al mismo tiempo sugiere la materia con que se elabora la Sagrada Eucaristía.
•	Las aguas de colores, siempre en vistosos botellones, recuerdan sus lágrimas derramadas a los pies de la cruz.
•	Algunas naranjas se doraban para que sirvieran de base para encajar en ellas banderitas con papel picado de diferentes colores, otras de papel plateado o de oro volador.
En cuanto a la Ciudad de Querétaro, a finales del siglo XIX, Don Valentín F. Frías testifica la vivencia de la devoción de acomodar un altar a la Santísima Virgen de los Dolores. Relata que “desde el acaudalado hasta el pobre artesano” recordaban así los cruentos dolores de María Santísima. Los altares se visitaban todo el día aunque por la tarde, “desde las oraciones de la noche hasta las diez y once”, se veían las calles llenas de transeúntes, que contemplaban el desgarrador cuadro de la Santísima Virgen al pie de la Cruz. Relata también al ambiente de recogimiento que imperaba: “los señores y señoras que recibían las visitas, con trajes de riguroso luto; y el teclado apagado de un piano tocado tristemente con maestra mano, completaban aquel hermoso cuadro”. En los altares más humildes “había música de cuerda y se obsequiaba a los visitantes conocidos con un ligero refresco de horchatas preparadas de varios modos”.
El adorno se hacía con macetas cubiertas de chía, linaza, lentejas y otras. Al pie del altar se elaboraba un tapete formado por pétalos de flores. Se iluminaban con velas, las cuales se adornaba con banderitas doradas y plateadas.
Con el paso del tiempo, esta devoción se fue perdiendo. El propio Don Valentín F. Frías se lamentaba hacia el inicio del siglo XX de la paulatina pérdida de tal celebración y aún del riesgo de convertirse en diversión y holgura, lo cual finalmente aconteció.

## Semana Santa
- En La (Capilla de Nuestra Señora de los Dolores) (Querétaro), (México) en la Semana Santa se organiza la colocación del monumento que albergará al Santísimo al culminar la celebración de la misa de la Institución de la Eucaristía y Lavatorio de los Pies. Se lleva por las calles aledañas a la capilla para después colocarlo en el monumento, el cual se expone para su adoración y la visita de las siete casas.

## Coronación
La coronación canónica es uno de los ritos litúrgicos católicos, instituido en el siglo XVII e incorporado en el siglo XIX a la liturgia romana, usado para resaltar la devoción por una advocación mariana y consiste en la imposición de una corona o coronas al icono o imagen escogida.
El origen de este rito se sitúa en el siglo XVI, cuando los hermanos capuchinos, como culminación de sus misiones evangelizadoras, recogían joyas como símbolo de conversión y desprendimiento que fundían para confeccionar con ellas una corona para la Virgen.
Don Alejandro Sforza, Conde Borgonovo (n. 1636), dispuso en su testamento que buena parte de sus bienes fueran a parar a la Reverenda Fábrica de San Pedro de la ciudad de Roma para que se promoviera la coronación de las imágenes de María Santísima más veneradas de todo el mundo. La primera fue la Madonna de la Febbre del Vaticano, en 1631. Hasta el siglo XIX las coronaciones fueron fundamentalmente en Italia (en Roma hay más de 300). La inclusión del rito de la Coronación Canónica en el Pontifical Romano en 1897, hizo que el rito se extendiera a todo el mundo católico.